# 鹿児島県道304号仙名伊集院線
鹿児島県道304号仙名伊集院線（かごしまけんどう304ごう せんめいいじゅういんせん）は、鹿児島県薩摩川内市から日置市に至る一般県道である。

## 概要
日置市伊集院町内は妙円寺団地へのアクセス道路として利用されている。国道3号下神殿（しもこどん）交差点より北は幅員が狭い区間が多いが最近片側1車線化工事が始まりつつある。上市来付近では九州新幹線の路線と並行して走っている区間がある。
また、この道路は伊集院方面から薩摩川内方面への抜け道に使われているが、南九州西回り自動車道が薩摩川内都ICまで開通し、交通量が減少しつつあるが、樋脇町方面に向かうには最短ルートである。

### 路線データ
- 起点：鹿児島県薩摩川内市樋脇町市比野（鹿児島県道36号川内郡山線交点）
- 終点：鹿児島県日置市伊集院町郡（伊集院高校前交差点、鹿児島県道37号伊集院日吉線）
- 距離：14.9 km
- 主な経由地：鹿児島県日置市東市来町養母（上市来）

## 路線状況

### 重複区間
- 鹿児島県道309号山田湯之元停車場線（日置市東市来町養母）
- 鹿児島県道305号養母長里線（日置市東市来町養母）

## 地理

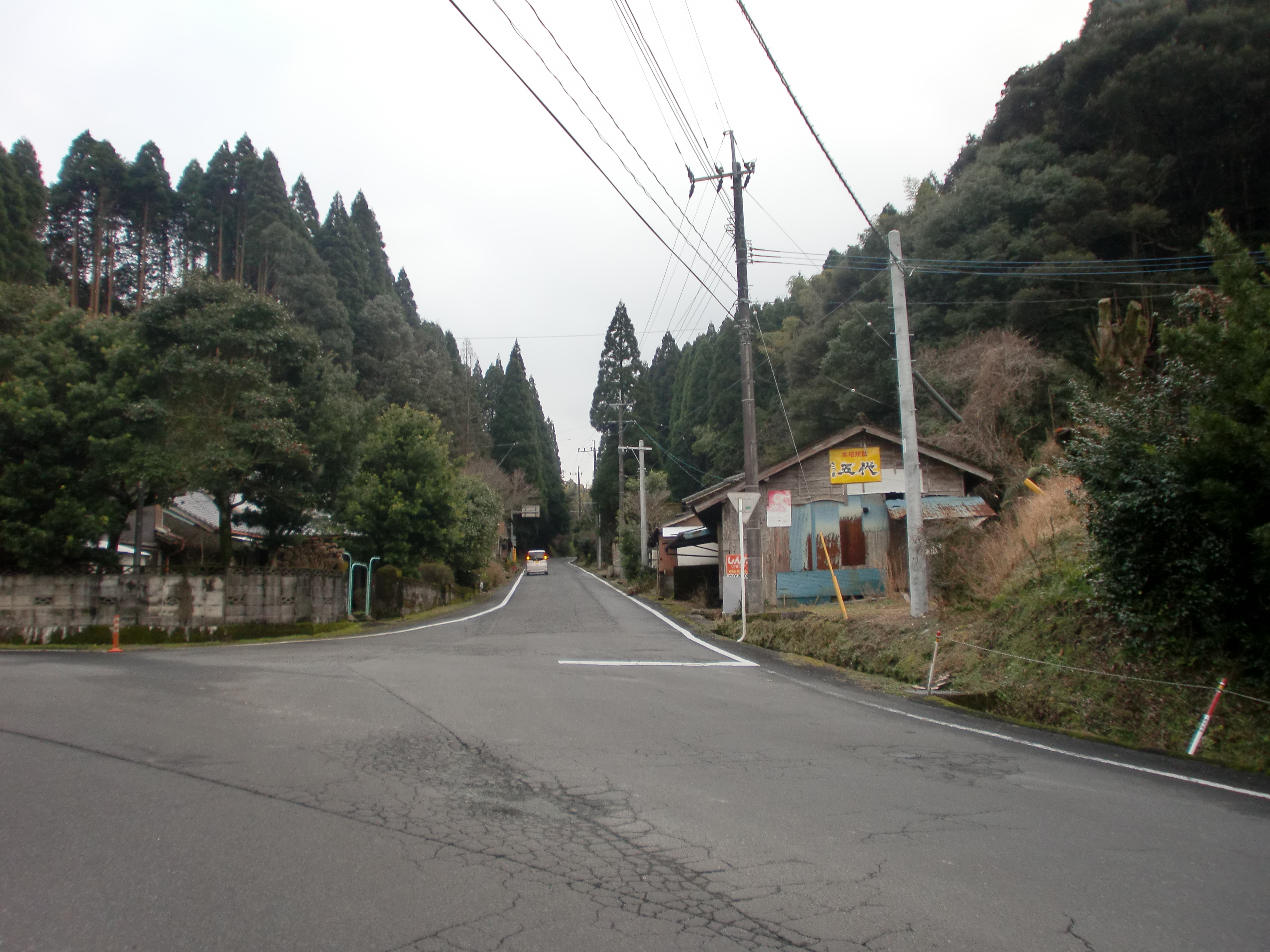
起点（薩摩川内市）から日置市方面を望む

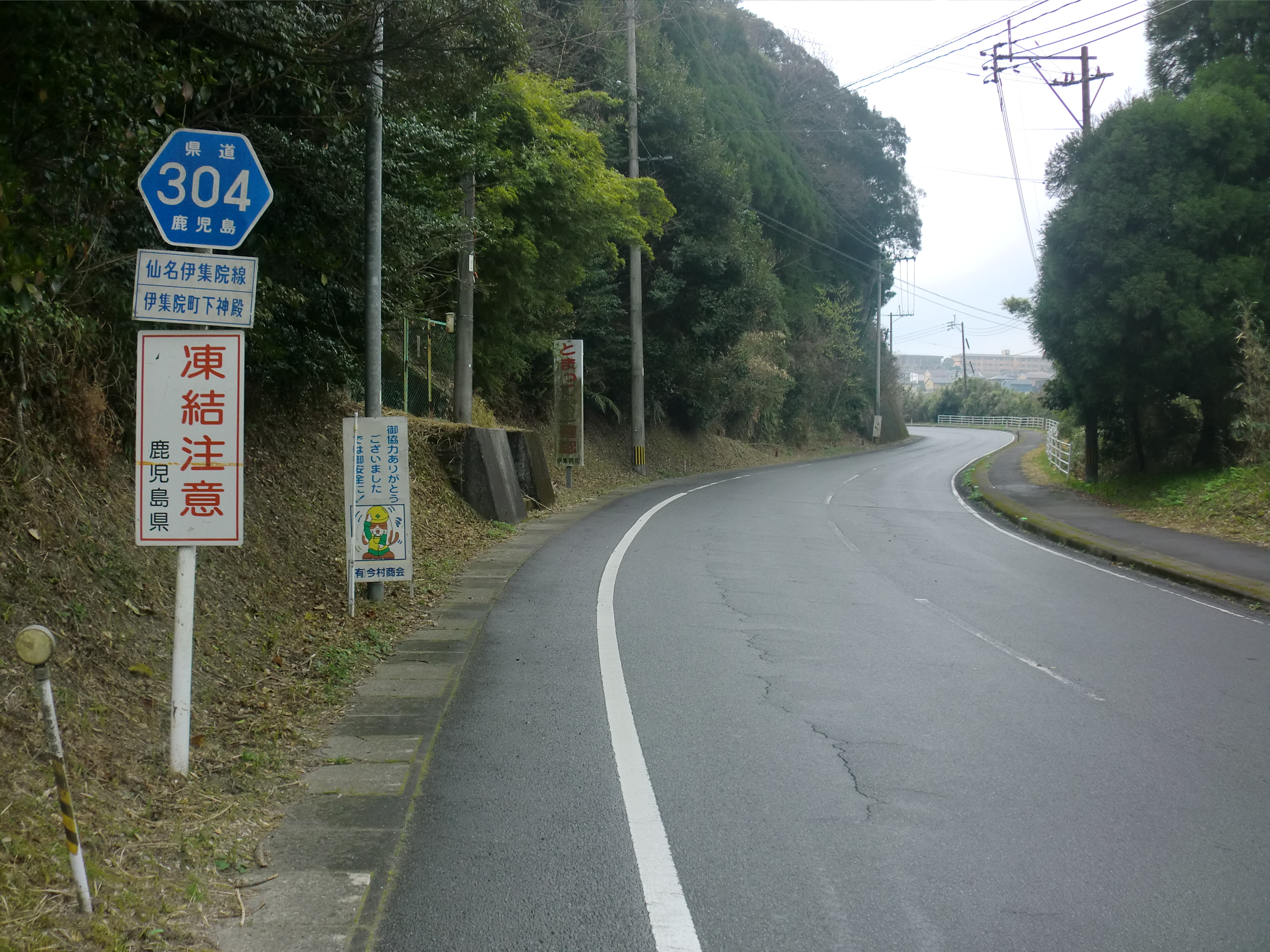
日置市伊集院町下神殿（伊集院市街方面）

全区間山がちで、通行には注意すべき区間（峠付近、急カーブ、狭路）もあるが、終点から日置市東市来町上市来地区付近までは改良が進んでいる。

### 通過する自治体
- 薩摩川内市
- 日置市

### 交差する道路
| 交差する道路                                   | 市町村名   | 交差する場所   | 交差する場所               |
| ---------------------------------------------- | ---------- | -------------- | -------------------------- |
| 鹿児島県道36号川内郡山線                       | 薩摩川内市 | 樋脇町市比野   | 起点                       |
| 鹿児島県道308号郷戸市来線                      | 日置市     | 東市来町養母   |                            |
| 鹿児島県道309号山田湯之元停車場線 重複区間起点 | 日置市     | 東市来町養母   |                            |
| 鹿児島県道309号山田湯之元停車場線 重複区間終点 | 日置市     | 東市来町養母   |                            |
| 鹿児島県道305号養母長里線 重複区間起点         | 日置市     | 東市来町養母   |                            |
| 鹿児島県道305号養母長里線 重複区間終点         | 日置市     | 東市来町養母   |                            |
| 国道3号                                        | 日置市     | 伊集院町下神殿 | 下神殿（しもこどん）交差点 |
| 鹿児島県道37号伊集院日吉線                     | 日置市     | 伊集院町郡     | 伊集院高校前交差点 / 終点  |

### 交差する鉄道
- 九州新幹線

### 沿線
- 薩摩川内市立藤本小学校
- 妙円寺団地
- 日置市役所